# 清浦区
清浦区（せいほく）は中華人民共和国江蘇省淮安市に位置する市轄区。
1983年に清江市からの分割によって清浦区と清河区が誕生した。区の名前はこの地域の古名清江浦に由来する。

## 行政区画
- 街道：清江街道、清安街道、閘口街道、浦楼街道
- 鎮：武墩鎮、和平鎮、塩河鎮
- 郷：黄碼郷、城南郷